# Boule
För andra betydelser, se Boule (olika betydelser).

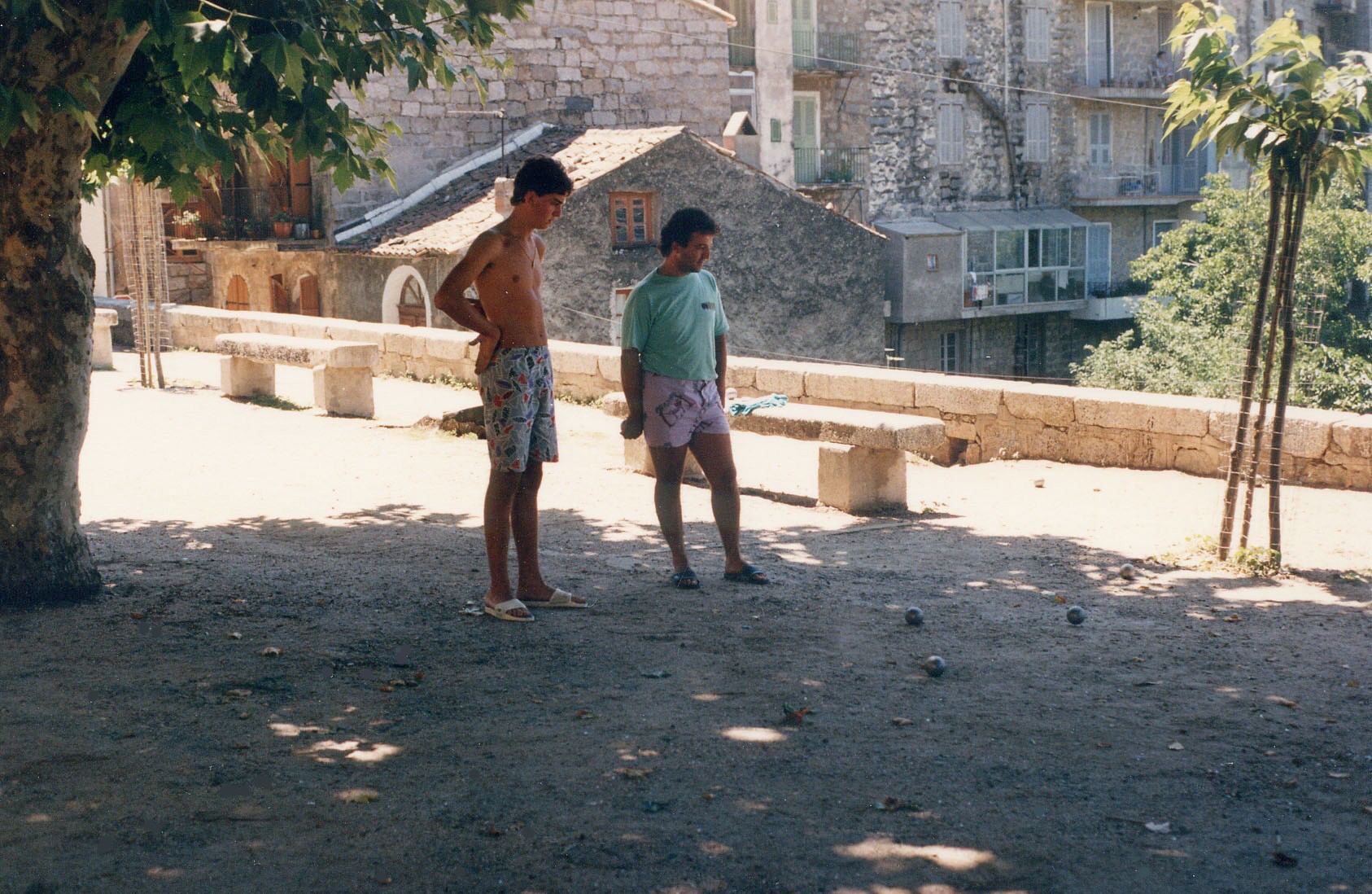
Boule.

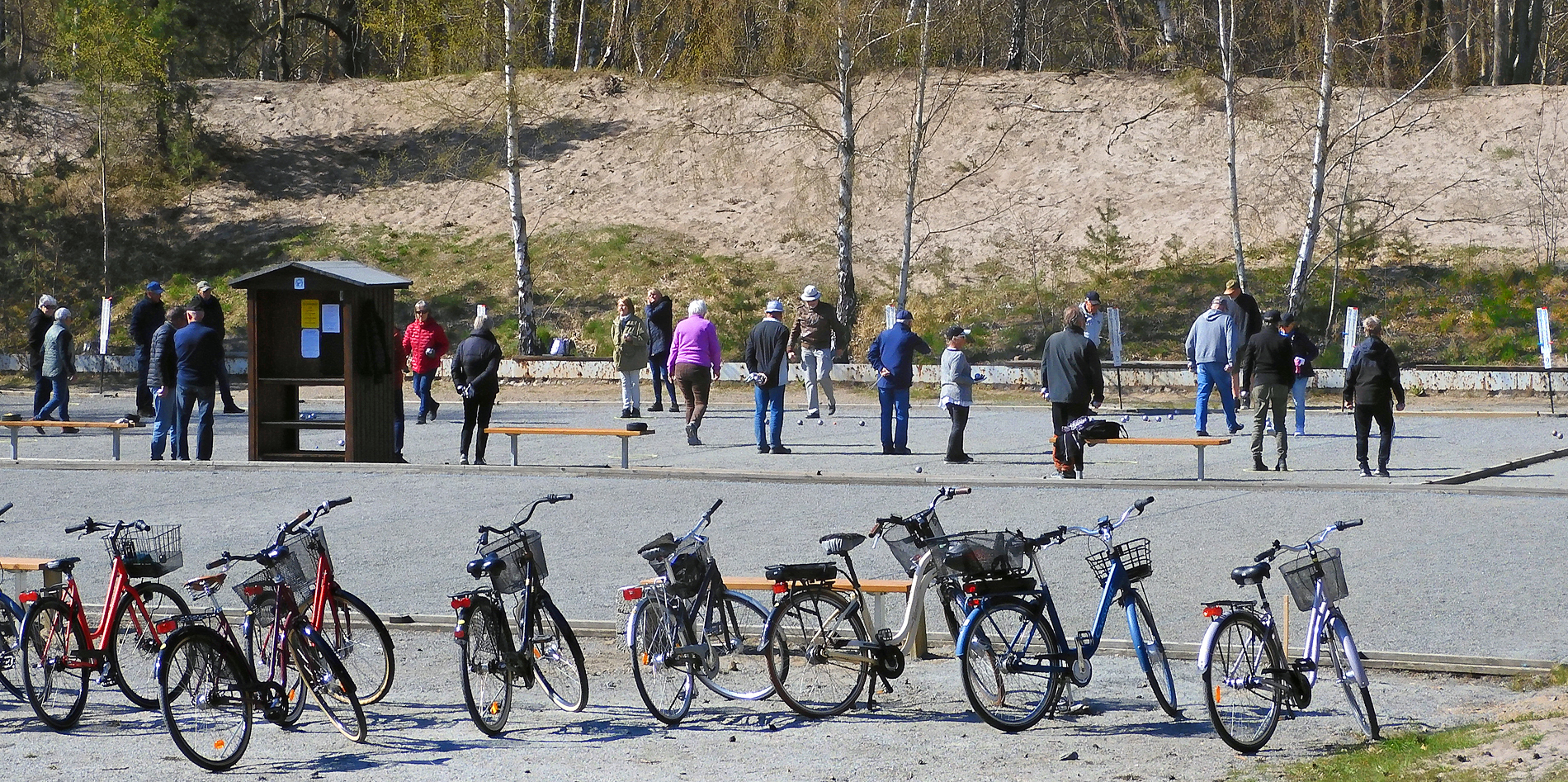
Pensionärer spelar Boule på regementets gamla skjutbana i Ystads Sandskog 2022.

Boule eller pétanque som är en variant av flera olika boulespel är ett spel och en sport, som spelas genom att kulor av stål kastas mot en liten träkula, kallad "lillen". Det moderna spelet har sitt ursprung i Frankrike. Ordet boule är egentligen det franska ordet för klot. I Frankrike och de flesta andra länder benämns spelet pétanque. Oftast spelar man på hårt grusunderlag. Gräsmattor och sandstränder är mindre lämpliga för boule. Kloten (eller blocken i boules carrées) är oftast av stål och har en tillåten diameter mellan 70,5 mm och 80 mm och har en tillåten vikt på mellan 650 g och 800 g. Det finns både "hårda" och "mjuka" klot.

## Historik
Redan i forntidens Egypten förekom kast av stenar mot fasta mål. Via antikens Grekland kom kastandet till Romarriket. Romarna förde sedan ut föregångaren till modern boule till sina provinser. Några lokala varianter lever än idag kvar. Boule spelades från början av romerska legionärer i södra Frankrike.
Den moderna formen av spelet boule har sitt ursprung i Frankrike och kommer från kulsporten jeu provençal. Historien säger att det var en skicklig provençalsk spelare som på ålderns höst på grund av begränsad rörlighet hade svårt att delta. Hans namn var Jules Lenoir  och hans kamrater ändrade reglerna något så att även han skulle kunna vara med. Båda fötterna skulle vara i ringen när klotet kastades på franska "avoir les pieds tanqués" Det är den formen som idag kallas pétanque och vars främsta kännetecken är att spelaren ska stå i en ring.

## Spelet

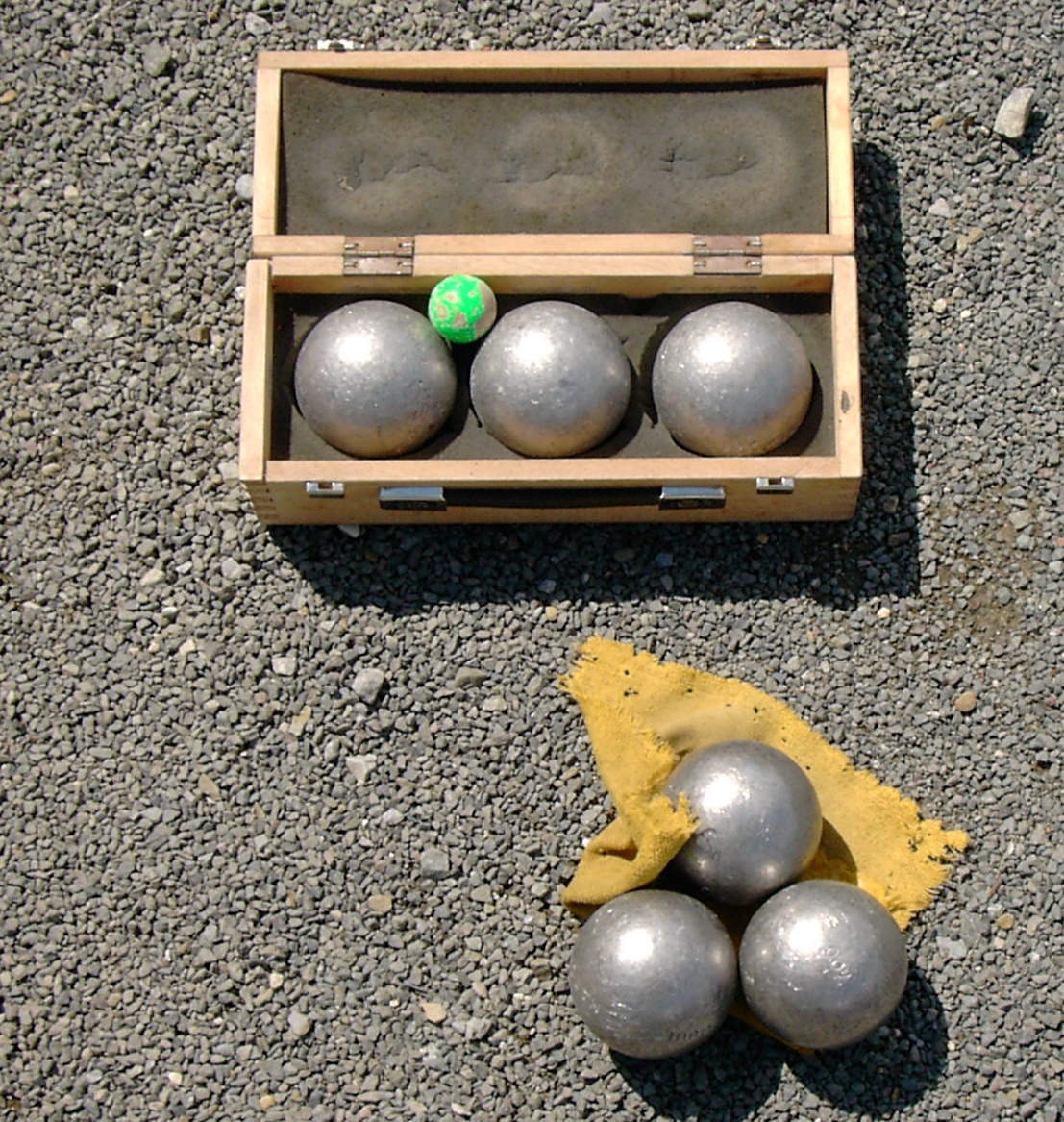
Bouleutrustning

Ett parti boule börjar med att man skakar hand med sin motspelare och lottar om vem som ska börja. Det lag som vinner lottningen ritar en ring som är maximalt 50 centimeter och minst 35 centimeter i diameter, ställer sig i den och kastar ut lillen mellan 6 och 10 meter (gäller vuxna/unga spelare). Sedan kastar laget ett klot mot lillen. Därefter kan det andra laget välja mellan att skjuta bort klotet om det ligger nära eller att kasta ett klot som hamnar närmare än motståndarens klot. När lagen har kastat varsitt klot bedömer man vilket som ligger närmast lillen. Det lag som ligger längst ifrån får då kasta ett klot igen. En ny jämförelse görs. Så fortsätter det tills att ena laget har kastat det antal klot det disponerar. Därefter kastar det andra laget sina resterande klot. När alla klot är kastade får det lag poäng för alla klot som ligger närmare lillen än motståndarens närmaste klot. Match spelas i regel tills det ena laget uppnår 13 poäng.  
Spelet sker i form av:
- Singel: (en mot en) tre klot per lag
- Dubbel: (två personer mot två personer) tre klot per person
- Trippel: (tre personer mot tre personer) två klot per person

## Taktik
Taktiken inom boule handlar ytterst om att använda sitt klot på ett optimalt sätt, utifrån spelarnas förmåga och spelets situation. Duktiga spelare på elitnivå skjuter ofta, då deras träffprocent är hög. Ett bra skott kan innebära att man både lägger och skjuter samtidigt, det vill säga att man får en fullständigt elastisk stöt och byter plats med det liggande klotet, en så kallad carreau. För sämre spelare lönar det sig ofta bättre att placera ett klot framför lillen, så att det ligger ivägen för motståndaren, än att skjuta och missa. Ett viktigt inslag i boulespelet är - enligt vissa spelare - att "spela snålt". De menar då att det kan vara bättre att förlora en poäng än försöka vinna flera poäng.

## Ordlista

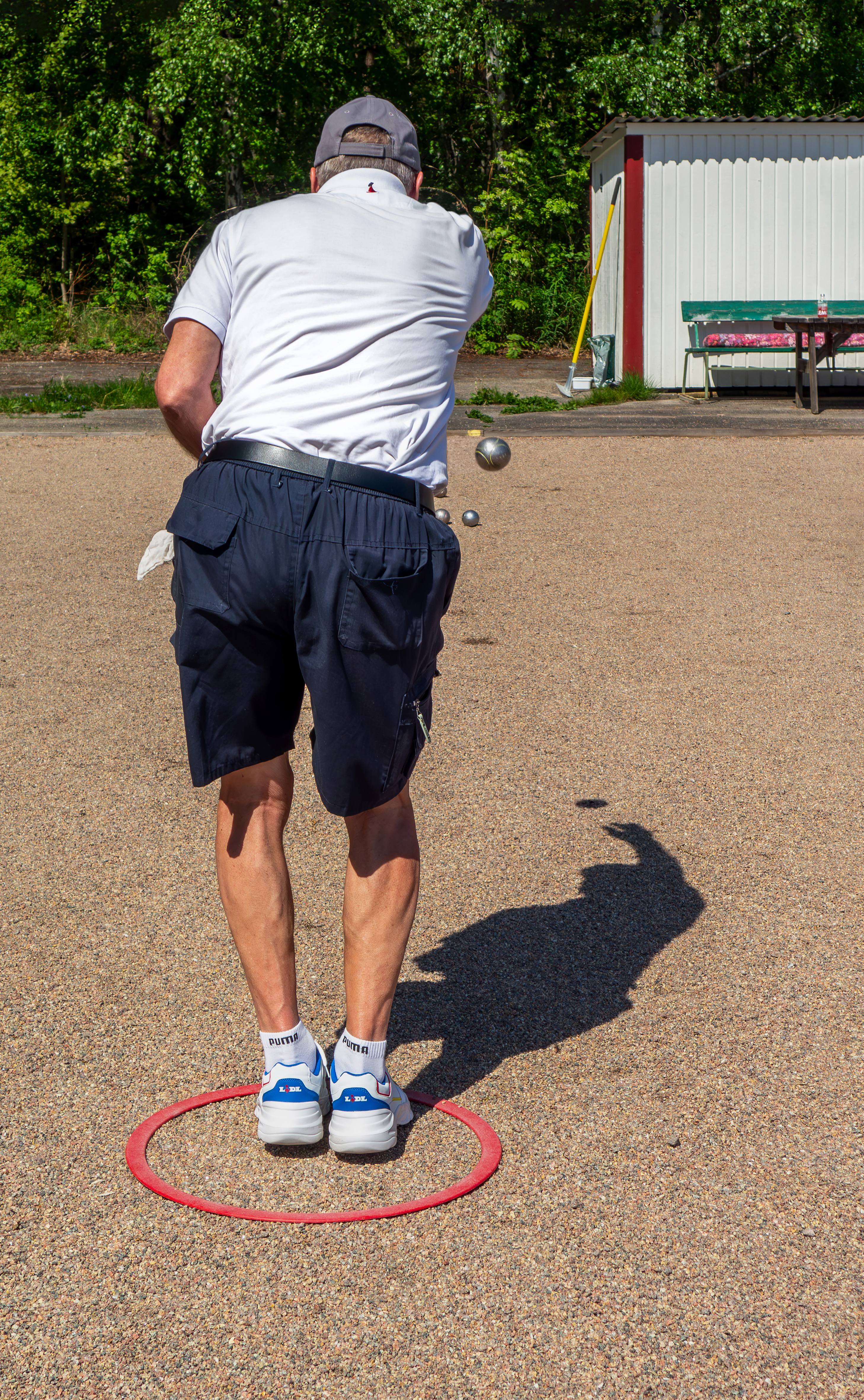
En spelare kastar ett klot från en markerad cirkel, på bouleplanen i Brastad.

Många termer i boule är – liksom namnet på själva spelet – på franska även internationellt. Nedan listas ett antal av de viktigare termerna.
- Lägg – kast i syfte att placera klotet på ett speciellt ställe på banan
- Plomb (franska för bly) – ett lägg med mycket hög båge, det vill säga att klotet kastas högt upp i luften
- Skott – kast i syfte att knuffa undan klot eller lille
- Rasp (franska: à la raspaille, à la rafle[2]) – skott som tar i marken ett stycke innan det träffar motståndarens klot
- Carreau – en spelare kastar och träffar med sitt klot, så att det byter plats med motståndarens klot
- Casquette – en spelare kastar och träffar med sitt klot "på järnet" (au fer[2]) men bågen är lite för lång så motståndarens klot stannar kvar och det egna fortsätter.[2]
- Paket – när ett lag tar lika många poäng som det antal klot laget disponerar, dvs 3 vid singel och 6 vid dubbel/trippel
- Elfenbenare – när det ena laget lyckas skjuta bort varje klot som motståndaren lägger in och därmed lyckas få hem "ett paket".
- Kloss – när ett klot ligger an mot lillen
- Lille – målkula (av trä, 30 mm i diameter) som man strävar att komma närmast
- Rygg – när ett klot ligger mot ett annat klot i spelriktningen

## Sverige

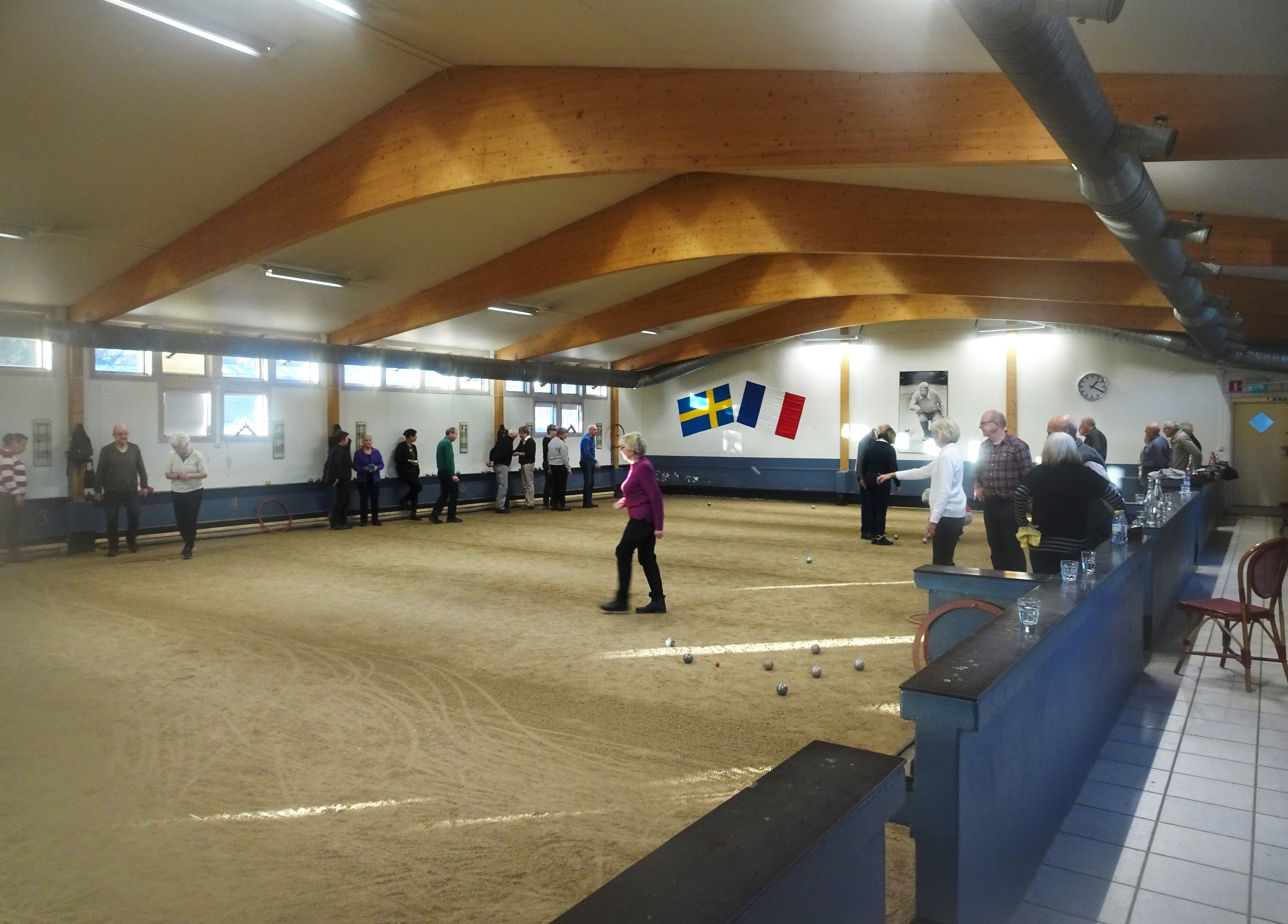
Prins Bertils boulehall.

Svenska Bouleförbundet har omkring 12 000 medlemmar, varav cirka 6 000 årligen löser tävlingslicens. Det grundades 1977. Förbundet är anslutet till Riksidrottsförbundet. Cirka 230 bouleföreningar är anslutna till Svenska Bouleförbundet, som har stor del av sin verksamhet fördelade på åtta distrikt. 

### SM
SM i boule arrangeras sedan 1978 av Svenska Bouleförbundet (SBF) en gång om året, normalt under vecka 29. Boule-SM samlar årligen drygt 1500 deltagare. För att delta i SM behövs ingen kvalificering utan det räcker med att vara innehavare av en boulelicens som kan erhållas via en av klubb ansluten till SBF.

### Prins Bertils boulehall
Prins Bertils boulehall är en bouleanläggning vid Rosendalsvägen 38 intill Rosendals trädgård på Södra Djurgården i Stockholm. Boulehallen är uppkallad efter Prins Bertil som var en hängiven boulespelare. Hallen var en gåva till prinsens 75-årsdag och invigdes den 22 februari 1989.